# Frankrikes president
Den här artikeln handlar om Frankrikes statschefsämbete
Frankrikes president (formellt Republiken Frankrikes president; franska: Président de la République française) är landets statsöverhuvud. Frankrike har haft en republikansk statsform oavbrutet sedan det andra kejsardömet föll år 1870, även om den första republiken utropades efter den franska revolutionen. Innan det första världskriget bröt ut var Frankrike det enda större landet i Europa med en republikansk statsform: övriga större stater var då monarkier.
Presidentämbetet tillkom 1848 då den Andra franska republiken utropades. Ämbetet försvann dock 1852 då det Andra franska kejsardömet utropades. Presidentämbetet återkom 1871 med den Tredje franska republiken. Dagens presidentämbete tillkom när den femte franska republiken utropades den 4 oktober 1958, när konstitutionen för Femte franska republiken antogs.
Emmanuel Macron är sedan 2017 Frankrikes president.

## Befogenheter
Frankrikes konstitution bygger på semipresidentialism. Till skillnad från de flesta andra västeuropeiska statschefer, monarkiska såväl som republikanska, där regeringschefen är den verkliga maktutövaren, så har Frankrikes president omfattande realpolitiska befogenheter.
Den verkställande makten delas med Frankrikes premiärminister, som visserligen utses av presidenten, men som härleder sitt mandat inte från presidenten utan från sin ställning i Nationalförsamlingen. Presidenten utser övriga ministrar utifrån premiärministerns förslag. Presidenten kan inte avsätta premiärministern eller övriga ministrar annat än på premiärministerns inrådan. Presidenten och premiärministern kan sålunda tillhöra olika politiska partier, en sådan situation benämns cohabitation.
Presidentens befogenheter uppräknas i konstitutionens titel II, nedan följer ett urval:
- Presidenten är ordförande för ministerrådet (regeringen).[1][2]
- Presidenten promulgerar lagar, men saknar vetorätt.[1]
- Presidenten kan upplösa Nationalförsamlingen och utlysa nyval.[1]
- Presidenten är högste befälhavare för den franska militären och är den ende befattningshavaren med befogenhet att tillåta användning av Frankrikes kärnvapen.[3]
- Presidenten utser högre civila och militära befattningshavare (med ministerrådets samtycke).
- Presidenten kan benåda fångar.

Vid vakans i ämbetet övertar presidenten i Frankrikes senat rollen som landets interimspresident. Det har inträffat två gånger i den femte republikens historia och båda gångerna var det samma person, Alain Poher, som temporärt övertog presidentämbetet.
Presidenten är stormästare för Hederslegionen.

## Residens

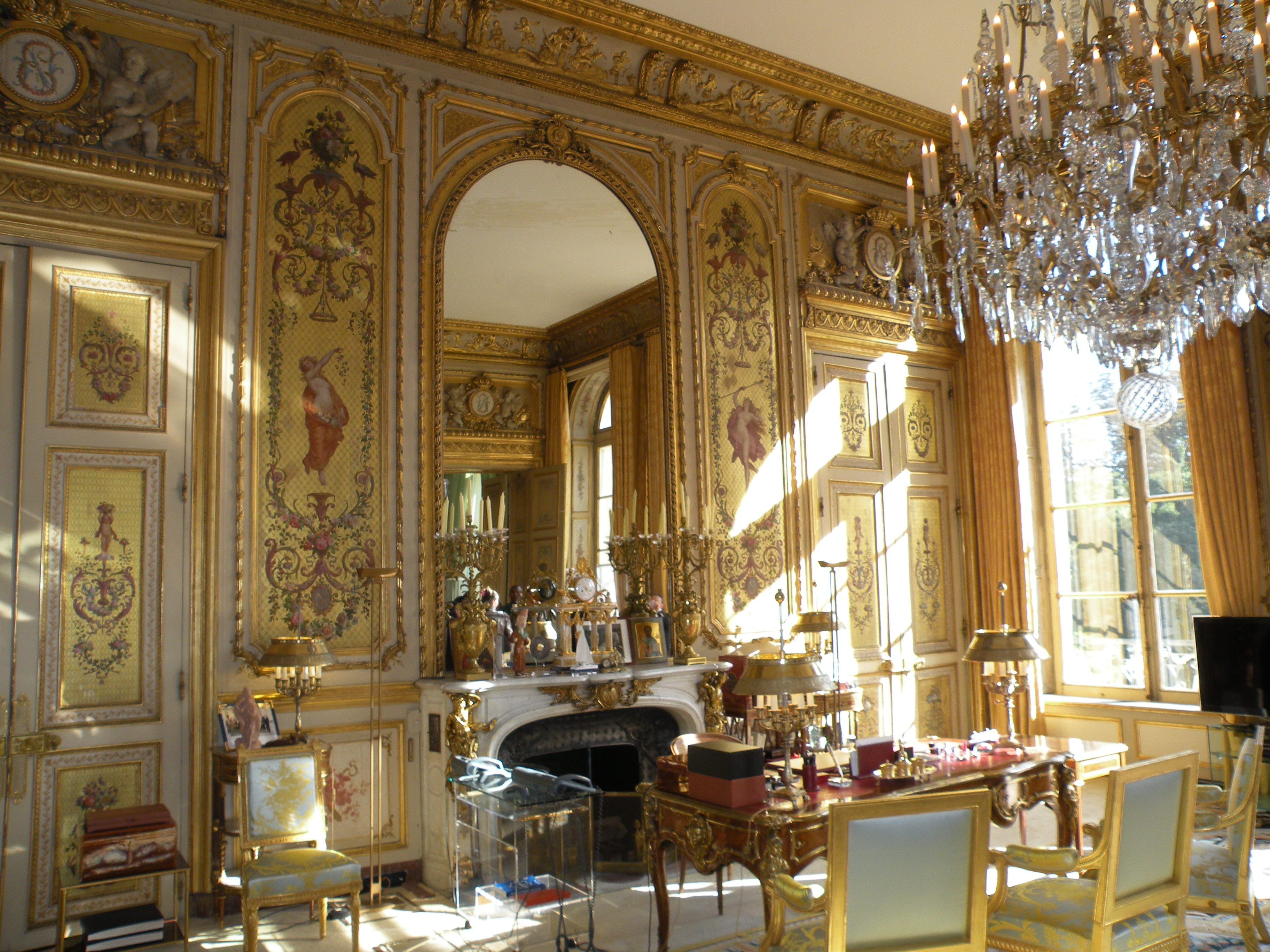
Presidentens kontor i Salon doré.

Élyséepalatset (franska: Palais de l'Élysée), med adress Rue du Faubourg-Saint-Honoré 55 i Paris, inte långt från paradgatan Champs-Élysées, är den franske presidentens officiella residens.

## Presidentval
Presidenten utses i allmänna val och mandatperioden är sedan 2002 fem år. Innan dess var mandatperioden sju år lång och ändringen gjordes för att undvika cohabitation, dvs när premiärministern kommer från ett annat parti eller partigrupp än presidenten. Sedan 2008 kan en president sitta i högst två mandatperioder, tidigare var det obegränsat.
- Presidentvalet i Frankrike 1981
- Presidentvalet i Frankrike 2002
- Presidentvalet i Frankrike 2007
- Presidentvalet i Frankrike 2012
- Presidentvalet i Frankrike 2017
- Presidentvalet i Frankrike 2022

## Ämbetsinnehavare
För en lista över ämbetsinnehavare innan femte republiken, se Lista över Frankrikes presidenter.
| Namn | Namn                     | Bild | Födelse                              | Tillträde      | Frånträde                                                          | Död                                                                | Politisk tillhörighet                                   | Källor      |
| ---- | ------------------------ | ---- | ------------------------------------ | -------------- | ------------------------------------------------------------------ | ------------------------------------------------------------------ | ------------------------------------------------------- | ----------- |
|      | Charles de Gaulle        |      | 22 november 1890                     | 8 januari 1959 | 28 april 1969                                                      | 9 november 1970 i Colombey-les-Deux-Églises                        | Union pour la nouvelle République (UNR)                 | [ 5 ]       |
|      | Alain Poher              |      | 17 april 1909 i Ablon-sur-Seine      | 28 april 1969  | 20 juni 1969                                                       |                                                                    | Demokratiska centern                                    |             |
|      | Georges Pompidou         |      | 5 juli 1911 i Montboudif             | 20 juni 1969   | 2 april 1974 i Île Saint-Louis (dog i tjänst av naturliga orsaker) | 2 april 1974 i Île Saint-Louis (dog i tjänst av naturliga orsaker) | Union pour la défense de la République (UDR)            | [ 5 ]       |
|      | Alain Poher              |      |                                      | 2 april 1974   | 27 maj 1974                                                        | 9 december 1996 i Paris                                            | Demokratiska centern                                    |             |
|      | Valéry Giscard d'Estaing |      | 2 februari 1926 i Koblenz i Tyskland | 27 maj 1974    | 21 maj 1981                                                        | 2 december 2020 i Authon, Loir-et-Cher                             | Oberoende republikan Unionen för fransk demokrati (UDF) | [ 5 ]       |
|      | François Mitterrand      |      | 26 oktober 1916 i Jarnac             | 21 maj 1981    | 17 maj 1995                                                        | 8 januari 1996 i Paris                                             | Socialistiska partiet (PS)                              | [ 5 ]       |
|      | Jacques Chirac           |      | 29 november 1932 i Paris             | 17 maj 1995    | 16 maj 2007                                                        | 26 september 2019 i Paris                                          | Samling för Republiken (RPR) Folkrörelsunionen (UMP)    | [ 5 ]       |
|      | Nicolas Sarkozy          |      | 28 januari 1955 i Paris              | 16 maj 2007    | 15 maj 2012                                                        |                                                                    | Folkrörelseunionen (UMP)                                | [ 5 ]       |
|      | François Hollande        |      | 12 augusti 1954 i Rouen              | 15 maj 2012    | 14 maj 2017                                                        |                                                                    | Socialistiska partiet (PS)                              | [ 6 ] [ 5 ] |
|      | Emmanuel Macron          |      | 21 december 1977 i Amiens            | 14 maj 2017    | Nuvarande                                                          |                                                                    | En Marche! (EM)                                         | [ 5 ]       |
| Namn | Namn                     | Bild | Födelse                              | Tillträde      | Frånträde                                                          | Död                                                                | Politisk tillhörighet                                   | Källor      |

## Andorra

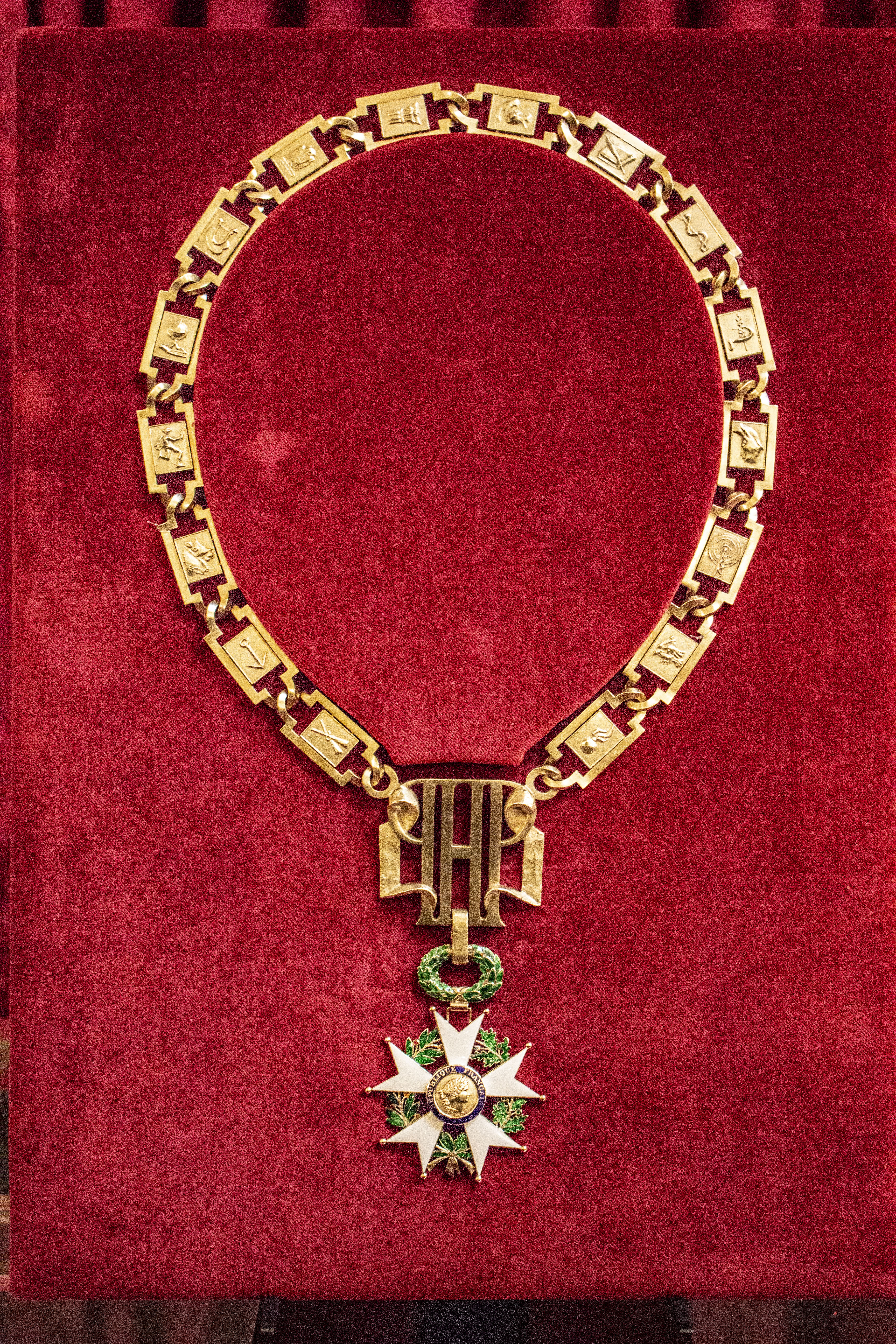
Den särskilda ämbetskedjan för presidenten i egenskap av stormästare för Hederslegionen.

Frankrikes president är också ex officio Andorras furste, tillsammans med biskopen av La Seu d'Urgell. Detta är en rest från Kungariket Navarra, senare också Frankrikes kungar som presidentämbetet är efterföljare till.